# اثبات ریاضی

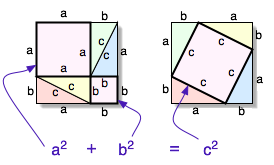
اثبات فیثاغورس، نمونه‌ای از اثبات در ریاضی.

در ریاضیات، اثبات ریاضی (به انگلیسی: Mathematical proof) برهان یا اثبات، استدلالی متقاعدکننده است که نشان می‌دهد یک گزارهٔ ریاضی (با توجه به استانداردهای مربوط)، الزاماً صحیح است. برهان، یک استدلال استنتاجی است و نه استدلالی استقرایی، به این معنا که برهان باید نشان دهد که یک گزاره در تمامی شرایط و بدون هیچ استثنایی، همواره صحیح است.
برهان‌ها از منطق بهره می‌برند، اما بیشتر اوقات مقادیری از زبان طبیعی را نیز دربر می‌گیرند که اکثراً باعث ایجاد ابهام می‌شود. در واقع، اکثر برهان‌ها در ریاضیات نوشتاری، می‌توانند به عنوان کاربردی از منطق غیر صوری به‌شمار آیند.
اثبات‌های صوری محض در نظریهٔ برهان بررسی شده‌اند. تمایز بین اثبات‌های صوری و غیر صوری
به بررسی‌های زیادی در مورد تمرینات و ریاضیات عامّه منجر شده‌است.
فلسفهٔ ریاضیات با نقش زبان و منطق در برهان‌ها و ریاضیات به عنوان یک زبان ارتباط تنگاتنگی دارد.
صرف نظر از صوری یا غیر صوری بودن، نتیجه‌ای که درستی آن به اثبات رسیده‌است یک قضیه نامیده می‌شود که در یک اثبات کاملاً رسمی در خط آخر می‌آید و کل اثبات نشان می‌دهد که چگونه از اصل‌ها به تنهایی و به وسیلهٔ قوانین استنتاج، به‌دست می‌آید.
هنگامی که یک نظریه اثبات شد، می‌توان از آن به عنوان اساس و پایهٔ اثبات گزاره‌های بعدی استفاده کرد. یک تئوری، لم گفته می‌شود، هنگامی که به عنوان وسیله‌ای برای اثبات تئوری دیگر استفاده شود.
اصل، گزاره‌ای است که نیازی به اثبات ندارد یا اثبات نمی‌شود. اصول، مباحث اولیه مورد بررسی فلاسفه ریاضی بوده‌اند. امروزه، توجه بیشتر بر تمرین و تکنیک‌های قابل قبول است.
گزاره‌ای اثبات نشده که درست تلقی می‌شود، فرضیه نام دارد.

## روش‌های اثبات

### برهان مستقیم
در برهان مستقیم، نتیجه از ترکیب منطقی اصل‌ها، تعریف‌ها و تئوری‌های پیشین به‌دست می‌آید. به‌طور مثال برهان مستقیم برای اثبات زوج بودن جمع دو عدد زوج بکار می‌رود:
برای هر ۲ عدد زوج صحیح {\displaystyle x} و {\displaystyle y} می‌توانیم بنویسیم {\displaystyle x=2a} 
و {\displaystyle y=2b}. اما جمع {\displaystyle (x+y)=2a+2b=2(a+b)} نیز طبق تعریف عددی زوج است. بنابراین جمع دو عدد زوج همواره زوج می‌باشد ، و همچنین برای اثبات جمع ۲ عدد فرد همواره زوج است میتوان از راه حلی مانند این راه حل استفاده کرد.
این اثبات از تعریف اعداد زوج صحیح، و همین‌طور قاعدهٔ توزیع استفاده می‌کند.

### اثبات استقرایی
در اثبات استقرایی، ابتدا یک «حالت پایه» اثبات می‌شود، و سپس به کمک «فرض استقراء» مجموعه‌ای از حالات بعدی اثبات می‌شود.(عموماً متناهی) از آنجایی که حالت پایه صحیح است،
حالات دیگر هم باید صحیح باشند، حتی اگر همهٔ آن‌ها هم نتوانند به خاطر تعداد نامتناهی‌شان به صورت مستقیم اثبات شوند.
استقرای ریاضی می‌تواند برای اثبات گویا نبودن ریشه دوم ۲، به‌کار رود.

### اثبات از طریق عکس نقیض
اثبات از طریق عکس نقیض، نتیجهٔ «اگر p آنگاه q» را برقرار می‌سازد به وسیلهٔ اثبات گزارهٔ عکس نقیض هم‌ارز با آن که «اگر نقیض q آنگاه نقیض p» می‌باشد.

### اثبات با برهان خلف
در  اثبات با برهان خلف، فرض می‌کنیم گزاره‌ای غلط است، سپس به یک تناقض منطقی می‌رسیم، پس نتیجه می‌گیریم که آن گزاره باید صحیح باشد.
این روش، یکی از متداول‌ترین روش‌های اثبات در ریاضی است.
یک مثال معروف در برهان خلف نشان می‌دهد که: {\displaystyle {\sqrt {2}}} گنگ است.
فرض کنید {\displaystyle {\sqrt {2}}} گویا است، پس {\displaystyle {\sqrt {2}}={a \over b}} که {\displaystyle a} و {\displaystyle b} اعداد صحیح غیر صفر بدون عامل مشترک هستند. پس {\displaystyle b{\sqrt {2}}=a}. با به توان ۲ رساندن دو طرف داریم: {\displaystyle 2b^{2}=a^{2}}. سمت چپ بر ۲ بخش‌پذیر است، پس سمت راست نیز باید بر ۲ بخش‌پذیر باشد (چون ۲ طرف مساوی و هر دو عدد صحیح هستند). پس {\displaystyle a^{2}} زوج است، که نتیجه می‌دهد {\displaystyle a} نیز باید زوج باشد.
پس می‌توان نوشت {\displaystyle a=2c}، که {\displaystyle c} نیز عددی صحیح است. با جابجایی در معادلهٔ اصلی داریم {\displaystyle 2b^{2}=(2c)^{2}=4c^{2}}. با تقسیم هر دو طرف بر ۲ داریم: {\displaystyle b^{2}=2c^{2}}.
با استدلال مشابه ۲ می‌شمارد {\displaystyle b^{2}} را، پس {\displaystyle b} باید زوج باشد. در حالی که اگر {\displaystyle a} و {\displaystyle b} هر دو زوج باشند، مضربی مشترک خواهند داشت (۲). 
این با فرض ما در تناقض است، پس مجبوریم نتیجه بگیریم که {\displaystyle {\sqrt {2}}} گنگ است.

### اثبات از طریق شبیه‌سازی
اثبات از طریق شبیه‌سازی، یا اثبات با تمثیل، در حقیقت ساختن یک مثال واقعی با خصوصیتی ویژه‌است تا نشان دهیم چیزی با آن خصوصیت وجود دارد.

### اثبات فرسایشی
در اثبات فرسایشی، نتیجهٔ مطلوب از طریق تقسیم آن به تعداد متناهی‌ای از حالت‌ها و اثبات هر کدام به‌صورت جداگانه به‌دست می‌آید.
در اثبات فرسایشی، تعداد حالت‌ها ممکن است خیلی زیاد باشد. به‌طور مثال، اولین اثبات تئوری چهار رنگ، یک اثبات فرسایشی با ۱۹۳۶ حالت مختلف بود. این اثبات یک اثبات جدال‌آمیز بود؛ زیرا در آن اکثریت حالت‌ها با کامپیوتر چک شده بود و نه با دست. 
کوتاه‌ترین اثبات شناخته‌شده برای تئوری ۴ رنگ، هنوز هم بیش از ۶۰۰ حالت را در بر می‌گیرد.

### اثبات احتمالاتی
اثبات احتمالاتی اثباتی است که در آن به‌وسیلهٔ تئوری احتمالات، با قطعیت، نشان می‌دهیم که مثالی با ویژگی مطلوب وجود دارد.
این را نباید با گزاره‌ای که احتمال درستی دارد (شاید درست باشد)، اشتباه گرفت.
استدلال اخیر را همچنین می‌توان 'استدلال گزارهٔ معقول' نام نهاد که البته یک اثبات نیست.
در فرضیهٔ کلاتز مشخص است که این چقدر با یک اثبات واقعی فاصله دارد. 
در حالی که بیشتر ریاضیدان‌ها معتقدند که گواه احتمالاتی اصلاً یک روش معتبر اثبات ریاضی نیست، تعدادی از ریاضیدان‌ها و فلاسفه بر این باورند که حداقل تعداد خاصی از استدلال‌های احتمالاتی (مانند الگوریتم احتمالاتی رابینز برای تشخیص اعداد اول) به خوبی یک اثبات معتبر ریاضی هستند.
اثبات احتمالاتی مانند اثبات با شبیه‌سازی، یکی از راه‌های مختلف برای نشان دادن تئوری‌های وجودی می‌باشند.

### اثبات ترکیبیاتی
اثبات ترکیبیاتی، برابری ۲ عبارت را ثابت می‌کند. با نشان دادن این که هر دو عبارت یک چیز را می‌شمارند.

### اثبات غیر تمثیلی
اثبات غیر تمثیلی نشان می‌دهد که یک گزارهٔ ریاضی باید وجود داشته باشد، بدون این که توضیح دهد چگونه چنان گزاره‌ای به‌دست می‌آید.
بیشتر اوقات، این شکل از اثبات، فرم برهان خلفی را به خود می‌گیرد که در آن اثبات می‌شود که وجود نداشتن چنان گزاره‌ای غیرممکن است. 
در مقابل، اثبات‌هایی تمثیلی (اثبات از طریق شبیه‌سازی) هستند که بیان می‌کنند گزاره‌ای وجود دارد، به‌وسیلهٔ ارائه کردن راهی برای پیدا کردن آنها.
یک مثال معروف از اثبات غیر تمثیلی نشان می‌دهد که دو عدد گنگ {\displaystyle a} و {\displaystyle b} پیدا می‌شود
به‌طوری که {\displaystyle a^{b}} یک عدد گویا است:  {\displaystyle {\sqrt {2}}^{\sqrt {2}}} یا یک عدد گویا است که کار تمام است (فرض کنید {\displaystyle a=b={\sqrt {2}}})، یا {\displaystyle {\sqrt {2}}^{\sqrt {2}}} گنگ است پس می‌توانیم بنویسیم: {\displaystyle a={\sqrt {2}}^{\sqrt {2}}} و {\displaystyle b={\sqrt {2}}}. پس خواهیم داشت {\displaystyle \left({\sqrt {2}}^{\sqrt {2}}\right)^{\sqrt {2}}={\sqrt {2}}^{2}=2}، که عددی گویا از فرم {\displaystyle a^{b}} است.

### اثبات ابتدایی
اثبات ابتدایی اثباتی است که از تحلیل‌های پیچیده استفاده نمی‌کند.
تا مدت‌ها این باور وجود داشت که تئوری‌های خاصی مانند تئوری اعداد اول، تنها به کمک «ریاضیات پیشرفته» قابل اثبات است. در حالی که با گذشت زمان، بسیاری از این نتایج، با استفاده از تکنیک‌های ابتدایی به اثبات رسید.